# André Poullain
André Poullain (Parigi, 23 novembre 1893 – Noisy-le-Grand, 11 giugno 1954) è stato un calciatore francese, di ruolo attaccante.

## Carriera

### Nazionale
Ha collezionato tre presenze con la propria nazionale.

## Palmarès

### Club

#### Competizioni nazionali
- Coppa di Francia: 1

CA Parigi: 1919-1920
- Trophée de France: 1

CA Parigi: 1911

## Statistiche

### Cronologia presenze e reti in nazionale
| Cronologia completa delle presenze e delle reti in nazionale ― Francia | Cronologia completa delle presenze e delle reti in nazionale ― Francia | Cronologia completa delle presenze e delle reti in nazionale ― Francia | Cronologia completa delle presenze e delle reti in nazionale ― Francia | Cronologia completa delle presenze e delle reti in nazionale ― Francia | Cronologia completa delle presenze e delle reti in nazionale ― Francia | Cronologia completa delle presenze e delle reti in nazionale ― Francia | Cronologia completa delle presenze e delle reti in nazionale ― Francia |
| Data                                                                   | Città                                                                  | In casa                                                                | Risultato                                                              | Ospiti                                                                 | Competizione                                                           | Reti                                                                   | Note                                                                   |
| ---------------------------------------------------------------------- | ---------------------------------------------------------------------- | ---------------------------------------------------------------------- | ---------------------------------------------------------------------- | ---------------------------------------------------------------------- | ---------------------------------------------------------------------- | ---------------------------------------------------------------------- | ---------------------------------------------------------------------- |
| 27-2-1913                                                              | Colombes                                                               | Francia                                                                | 1 – 4                                                                  | Inghilterra                                                            | Amichevole                                                             | 1                                                                      |                                                                        |
| 9-3-1913                                                               | Ginevra                                                                | Svizzera                                                               | 1 – 4                                                                  | Francia                                                                | Amichevole                                                             | -                                                                      |                                                                        |
| 20-4-1913                                                              | Saint-Ouen                                                             | Francia                                                                | 8 – 0                                                                  | Lussemburgo                                                            | Amichevole                                                             | 1                                                                      |                                                                        |
| Totale                                                                 |                                                                        | Presenze                                                               | 3                                                                      |                                                                        | Reti                                                                   | 2                                                                      |                                                                        |